# Adega Vila Meã

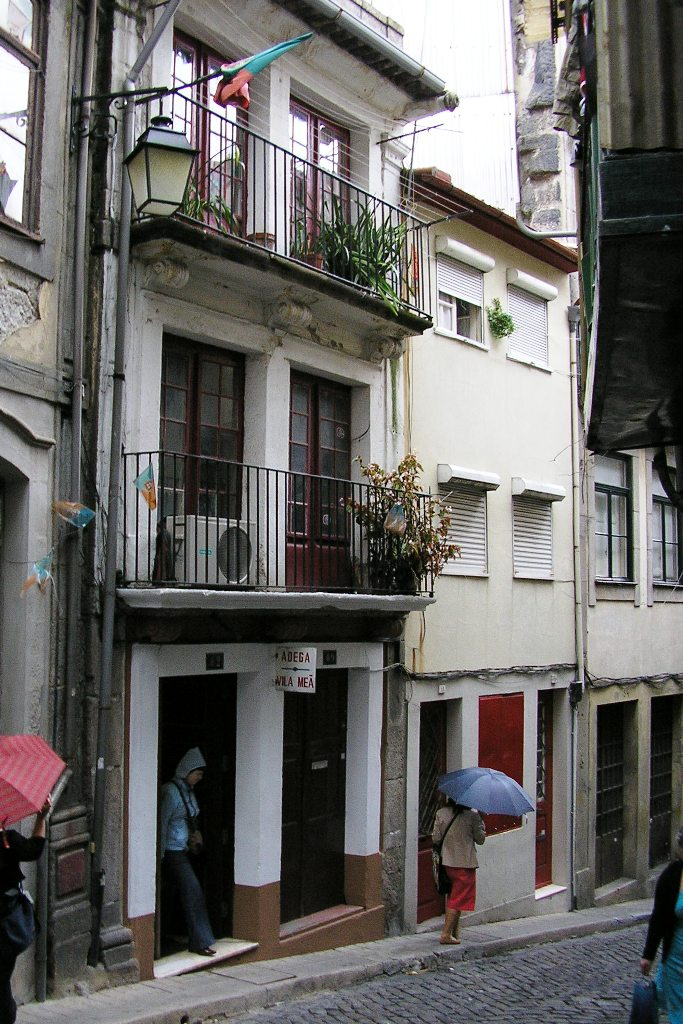
A Adega Vila Meã Rua dos Caldeireiros, no Porto.

A Adega Vila Meã é um restaurante típico de cozinha portuguesa localizado na Rua dos Caldeireiros, na cidade do Porto, em Portugal.
Estabelecimento de grandes tradições na cidade do Porto, gerido por Armando Sousa Santos desde 1976. Ao longo dos tempos, o restaurante foi sendo sujeito a várias remodelações, mas o que não mudou foi a designação das porções -- dose, meia-dose e quarto de dose.

## Especialidades
- Bacalhau escachado
- Cabrito assado
- Cozido à portuguesa
- Filetes de polvo
- Pataniscas com arroz de feijão
- Polvo assado
- Posta mirandesa
- Febras de salpicão
- Sarrabulho à Ponte de Lima
- Toucinho do céu
- Vitela assada